# Abraham Janssens van Nuyssen

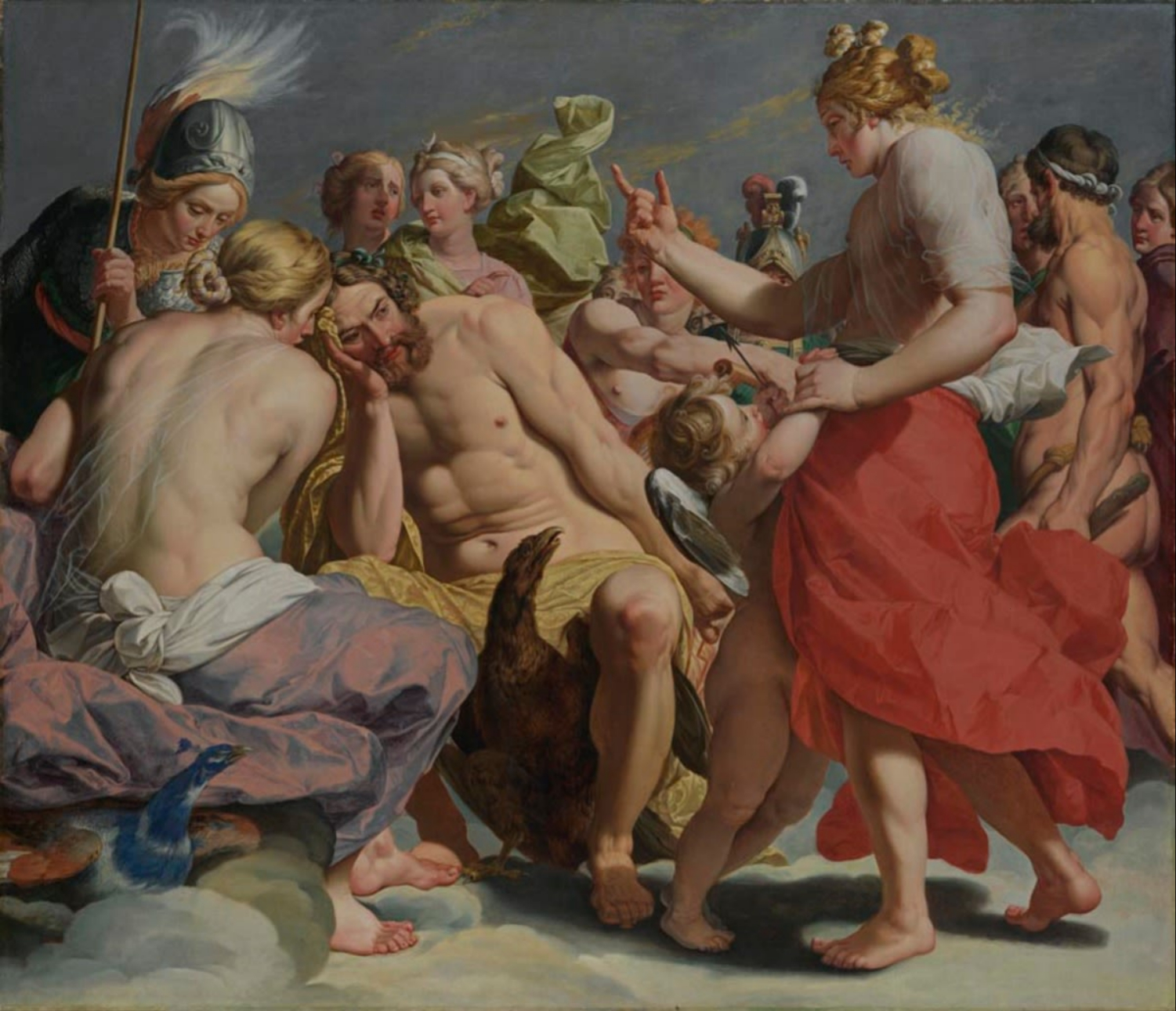
Jupiter von Venus zurechtgewiesen Alte Pinakothek

Abraham Janssens (* 1567 oder auch 1573–1575 in Antwerpen; † vor 25. Januar 1632 ebenda) war ein flämischer Maler. Er ist vor allem bekannt für seine großen religiösen und mythologischen Werke, die den Einfluss Caravaggios zeigen. Vor der Rückkehr von Rubens aus Italien war er der führende Historienmaler in Flandern.
Zur Unterscheidung von anderen Malern gleichen Namens nannte er sich Abraham Janssens van Nuyssen.

## Leben
Abraham Janssens wurde in Antwerpen geboren als Sohn von Jan Janssens und Roelofken van Huysen oder Nuyssen. Es besteht eine gewisse Unsicherheit bezüglich seines Geburtsjahres.  Früher ging man davon aus, dass er im Jahr 1567 geboren wurde, aber heute wird allgemein angenommen, dass sein Geburtsjahr 1575 war.

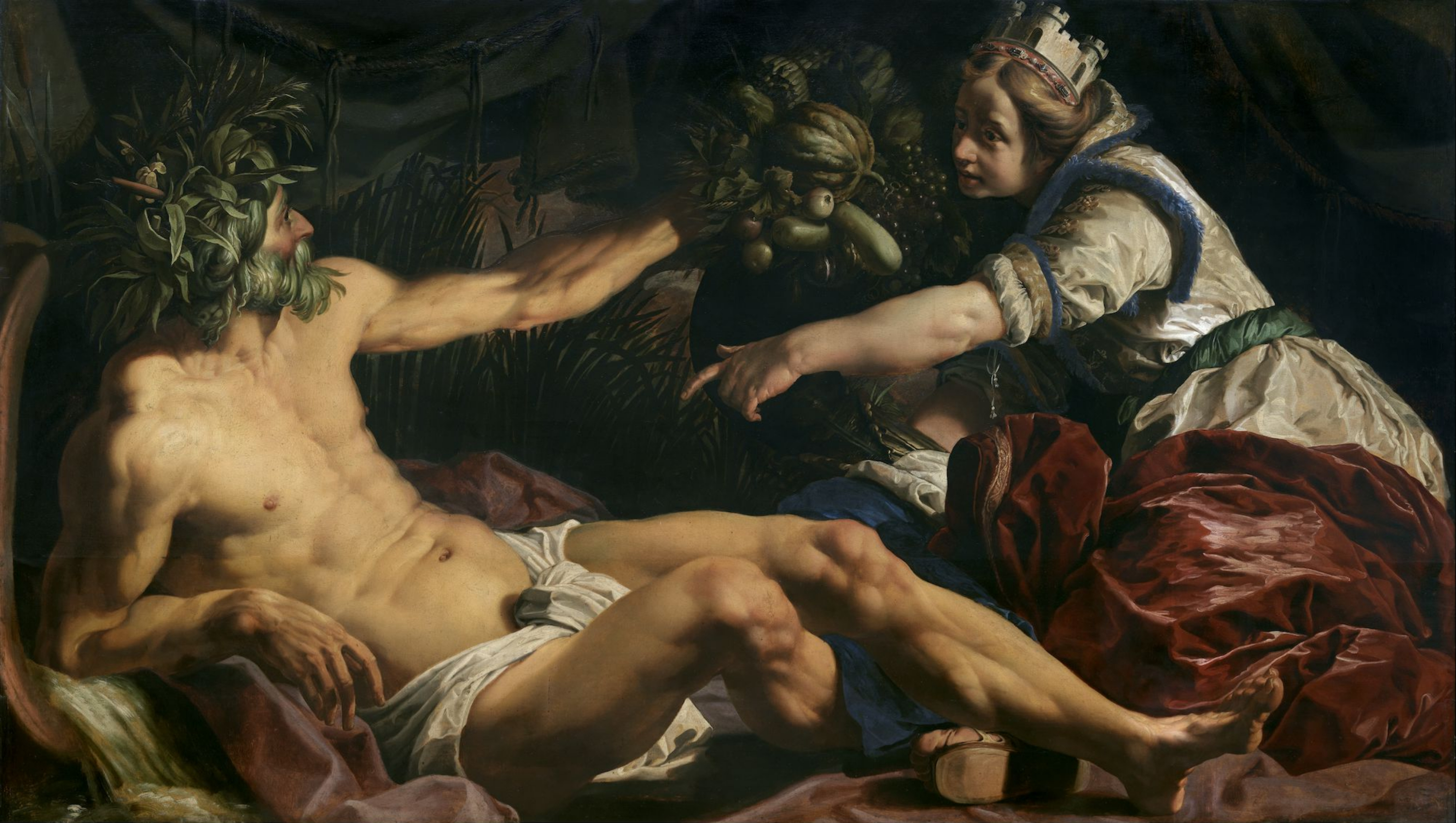
Scaldis und Antwerpia, 1609

Abraham Janssens wurde 1585 Schüler von Jan Snellinck. Er reiste nach Italien, wo er zwischen 1597 und 1602 hauptsächlich in Rom lebte. In Italien eignete er sich einige Stilelemente Michelangelo Merisi da Caravaggios und die klassischen Inspiration seines Spätwerks an. Zurück in Antwerpen trat er 1601 in die Lukasgilde ein und leitete ab 1606 die Antwerpener Malerzunft.
Am 1. Mai 1602 heiratete er Sara Goetkint (gestorben in Antwerpen am 7. April 1644), mit der er acht Kinder hatte, von denen fünf zum Zeitpunkt ihres Todes noch lebten: Maria Anna (die spätere Frau von Jan Brueghel der Jüngere), Sara, Katharina, Lukrezia und Abraham II.
In den frühen 1600er Jahren begann er viele Aufträge zu erhalten. Bis zur Rückkehr von Rubens nach Antwerpen 1608 galt er als der vielleicht beste in Flandern tätige Historienmaler seiner Zeit.   Nachdem Rubens zur dominierenden Kraft für große Altarbilder auf dem Antwerpener Markt geworden war, musste Janssens Aufträge für große monumentale Werke von Mäzenen aus der Provinz finden.
Janssens trat 1610 in Antwerpen der Confrérie van Romanisten bei. Die Confrérie war eine Gesellschaft von Antwerpen Humanisten  und Künstlern, die nach Rom gereist waren.  Die Vielfalt und die hohen Positionen, die die Mitglieder der Confrérie innehatten, boten ihm eine gute Gelegenheit, sich mit potenziellen Mäzenen zu treffen.
Janssens starb in Antwerpen. Zu seinen Schülern gehörten sein Sohn Abraham Janssens II, Giovanni di Filippo del Campo, Michele Desubleo, Nicolas Régnier, Gerard Seghers, Theodoor Rombouts und Steven Wils.

## Werke
Janssens malte sowohl religiöse, mythologische und allegorische Szenen als auch gelegentlich ein Porträt.  Er malte auch Kompositionen im Stil der Genrekunst, wie z. B. Szenen, die Fünf Sinne oder die Sieben Todsünden darstellen.

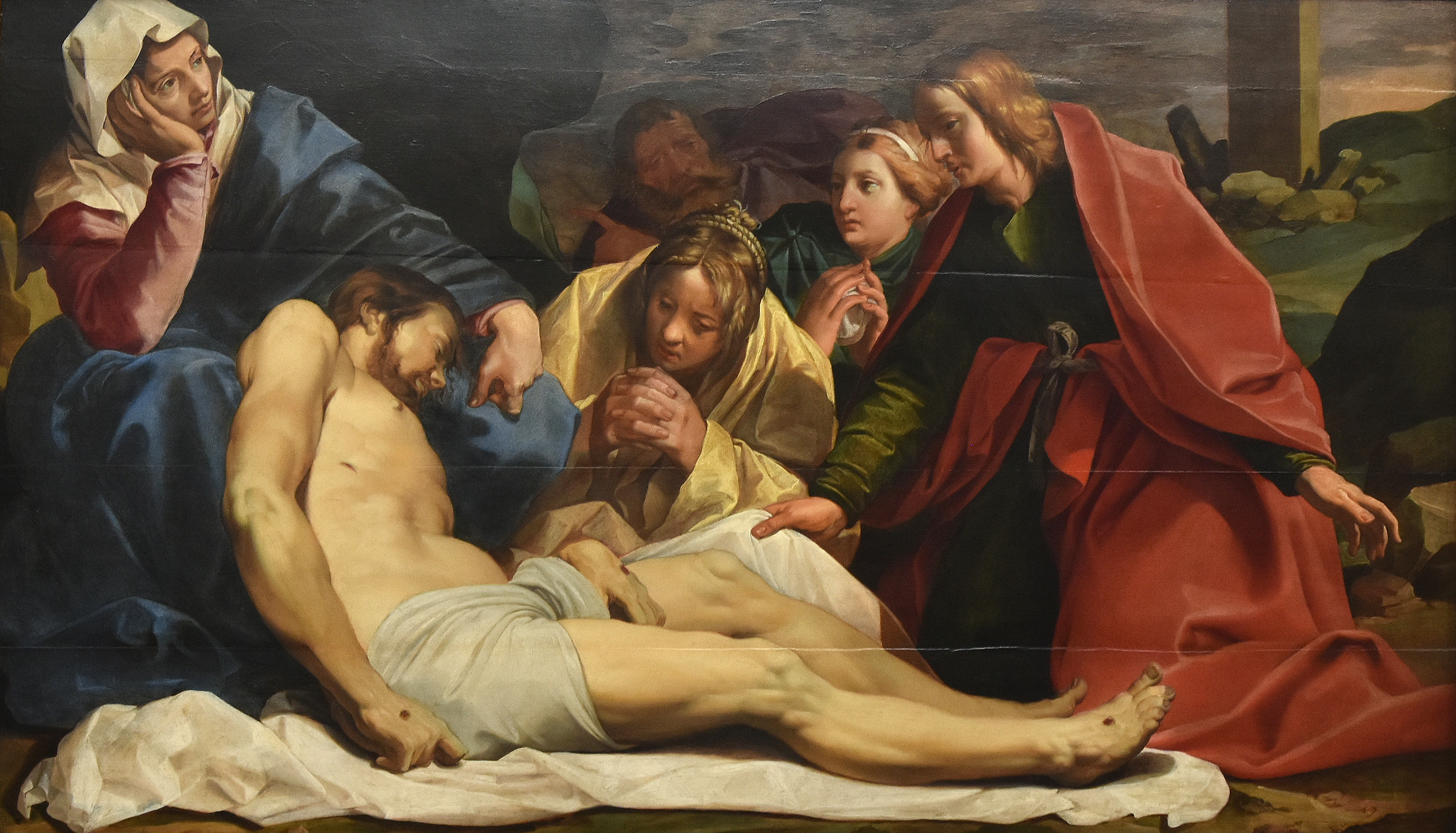
Beweinung Christi

Janssens versah mehrere seiner Bilder mit der Signatur „Janssens van Nuyssen“.  Man geht davon aus, dass „van Nuyssen“ der Familienname seiner Mutter war und dass Janssens ihn seiner Unterschrift hinzufügte, um sich von seinen Namensvettern zu unterscheiden, da der Familienname Janssens im Flandern des 17. Jahrhunderts sehr verbreitet war.
Seine besten Werke stellen historische Szenen dar, doch schuf er auch Porträts und religiöse Bilder. In seinen religiösen Bildern, unter denen die Grablegung Christi und die Anbetung der Könige die bedeutendsten sind, zeigt er sich in Bezug auf Kolorit und Größe der Auffassung bereits als Vorläufer von Rubens, ebenso in einzelnen Allegorien, während seine mythologischen Gemälde kälter und bleicher im Ton sind.
Janssens' Spätwerk gilt als weniger überzeugend.  Nach 1612 geriet sein Malstil, wie der seiner anderen Antwerpener Kollegen, unter den starken Einfluss des freien Stils der Rubens'schen Bildtechnik. Janssens' Gemälde von Halbfiguren galten noch als innovativ und einflussreich, während seine Andachtsbilder ebenfalls erfolgreich waren.  Ein gutes Beispiel für letzteres ist Die Kreuzigung (Musée des beaux-arts de Valenciennes, um 1620), in dem die Figuren wie Skulpturen gemalt aussehen und eine ikonische Zeitlosigkeit annehmen.